# 谷口水库
谷口水库是中国江西省吉安市安福县寮塘乡境内的一座水库，位于肖江支流上，建于1959年。水库正常库容为2620万立方米，平均水深为11.60米，集雨面积为104平方千米，海拔为107.6米。